# کیپ است. کلیر (مریلند)
کیپ است. کلیر (به انگلیسی: Cape St. Claire) شهری در ایالت مریلند کشور ایالات متحده آمریکا است که جمعیت آن در سرشماری سال ۲۰۱۰ میلادی، ۸٬۷۴۷ نفر بوده‌است.